# Distretto di Gönc
Il distretto di Gönc (in ungherese Gönci járás) è un distretto dell'Ungheria, situato nella provincia di Borsod-Abaúj-Zemplén.